# Orgeln der Bergstedter Kirche
Die beiden Orgeln der Bergstedter Kirche (St. Maria und Willehadus) in Hamburg-Bergstedt sind die 1686 oder später entstandene kleine Orgel von Arp Schnitger neben dem Altar und die Hauptorgel von Johannes Rohlf von 2014 auf der Westempore. Das von Schnitger erbaute Positiv ist eine seiner kleinsten Orgeln und war möglicherweise ursprünglich eine Hausorgel. Das hinterspielige Instrument ohne Pedal verfügt über acht Register, von denen drei erhalten sind. Von Schnitger sind auch das Gehäuse, die Windlade und die Klaviatur. Die Rohlf-Orgel umfasst 17 Register, die auf zwei Manuale und Pedal verteilt sind.

## Schnitger-Orgel

### Neubau durch Schnitger ab 1686

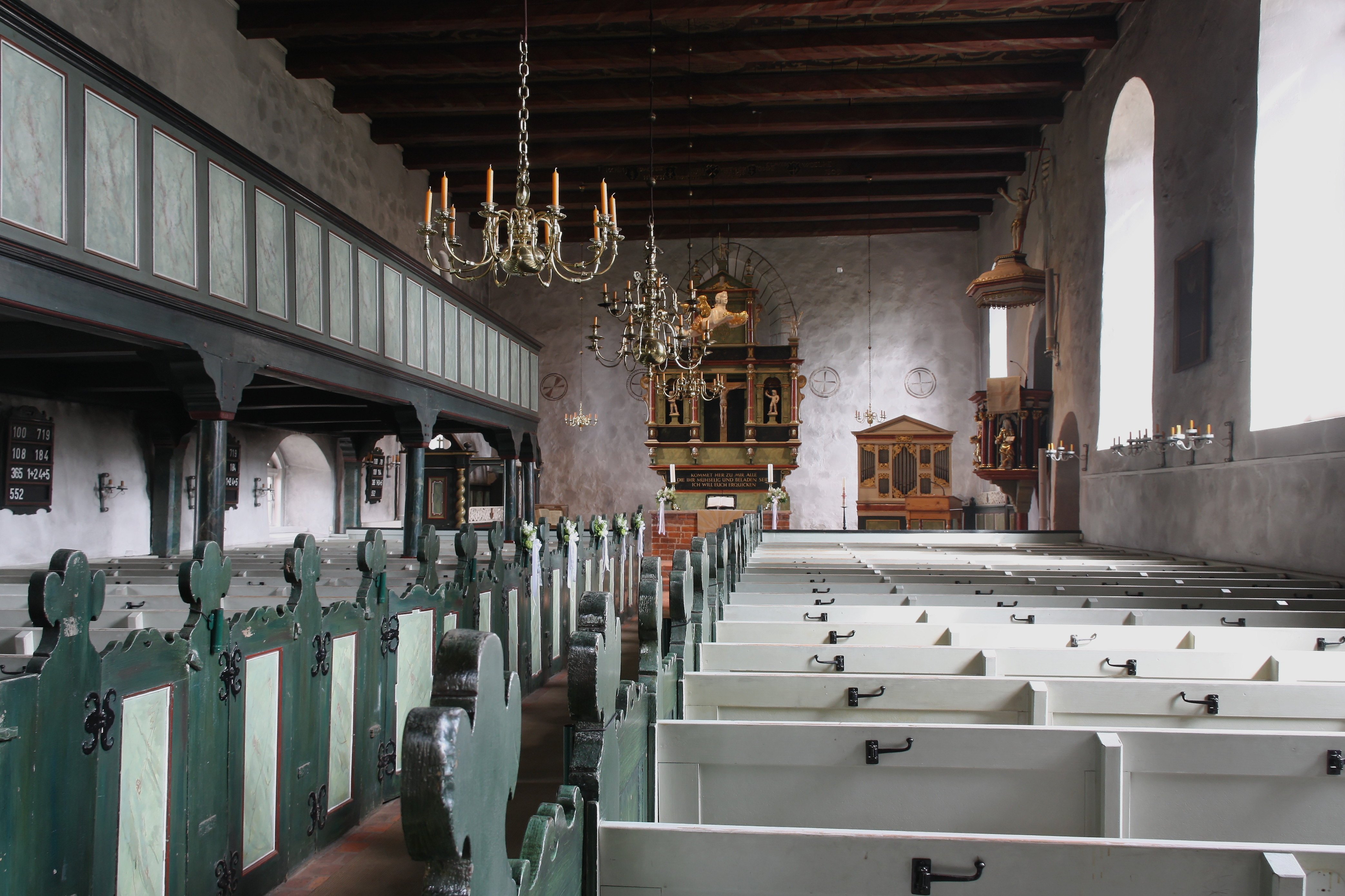
Standort der Orgel seit 1961 neben dem Altar

Die Bergstedter Kirche aus dem 13. Jahrhundert wurde 1686 durch dänische Truppen stark beschädigt. Wann das Schnitgersche Orgelpositiv nach der Wiederherstellung der Kirche in die Kirche gelangte, ist ungeklärt. Ein Ursprung als Hausorgel, die zu einem späteren Zeitpunkt von der Kirche angekauft wurde, ist denkbar. Das Instrument stand bis 1960 auf der Westempore.
Der fünfteilige Prospekt ist flach. Das große Mittelfeld wird von zweigeschossigen Fachfeldern flankiert, die von einer Kämpferleiste unterteilt werden. Die seitlichen Felder stehen erhöht über kleinen, schmucklosen Füllungen. Wahrscheinlich gab es dort ursprünglich Schnitzwerk; möglicherweise ist das kleine rechteckige, geschnitzte Ornament über dem Mittelturm ein Teil des verlorenen Schmucks. Alle sieben Pfeifenfelder sind oben und unten mit vergoldetem Schnitzwerk abgeschlossen, das stilistisch zwischen Früh- und Hochbarock steht. Das kassettierte Untergehäuse hat zwei Füllungen und darüber ein Gesims mit einem geschwungenen Fries. In ähnlicher Weise ist der Fries im oberen Kranzgesims gestaltet, vergleichbar mit Schnitgers Orgel im portugiesischen Maia de Moreia von 1701. Ein sekundär aufgesetzter, flacher Dreiecksgiebel aus Kiefernholz ohne Füllungen bekrönt das Instrument.
Die Prospektgestaltung des Orgelpositivs in Bergstedt weist Ähnlichkeiten auf mit der ehemaligen Orgel der säkularisierten Kirche in Eppenhuizen (Gemeinde Eemsmond, Prov. Groningen), die möglicherweise ein Werk der Schnitgerschen Werkstatt gewesen sein könnte.

### Spätere Arbeiten
Das Gehäuse aus Eichenholz weist auf spätere Umarbeitungen hin, wie die Gehrungsschnitte an den Profilleisten der zweigeschossigen Pfeifenfelder, der Dreiecksgiebel, die leeren Füllungen unter den Seitenfeldern und das geschnitzte Ornament über dem Mittelfeld.
Bisher gibt es über die weitere Geschichte der Bergstedter Orgel kaum verlässliche Angaben. Die Orgelakten sind nicht auffindbar.
Im Laufe der Jahrhunderte wurde die Orgel äußerlich und in der Disposition stark verändert. Im Jahr 1875 baute Christian Heinrich Wolfsteller das Instrument um. Als die Kirchengemeinde 1961 eine neue Orgel der Firma E. F. Walcker auf der Westempore anschaffte, setzte Franz Grollmann die Schnitger-Orgel ebenerdig in den Altarbereich um. Grollmann ersetzte die nicht originalen Register durch neue und restaurierte das Positiv.

### Disposition seit 1961
| Manual CDE–c3 |               |       |   |
| 1.            | Principal B/D | 4′    | G |
| 2.            | Gedackt B/D   | 8′    | S |
| 3.            | Blockflöte    | 4′    | S |
| 4.            | Octave        | 2′    | S |
| 5.            | Quinte        | 1 ⁄2′ | G |
| 6.            | Mixtur III    |       | G |
| 7.            | Zimbel II     |       | G |
| 8.            | Regal         | 8′    | G |

S = Schnitger (1686)
G = Grollmann (1961)

### Technische Daten
- 8 Register, 11 Pfeifenreihen
- Windlade: chromatisch (Schnitger)
- Traktur:
  - Klaviatur (Schnitger)
  - Tontraktur: Mechanisch (Schnitger)
  - Registertraktur: Mechanisch (Schnitger)
- Stimmung:
  - Gleichstufige Stimmung
  - Tonhöhe: a1 = 439 Hz

## Rohlf-Orgel

### Neubau durch Rohlf 2014
Zu Ostern 2014 stellte die Firma Johannes Rohlf als Opus 190 die große Orgel auf der Westempore fertig. Das Instrument ist in zwei Gehäusen untergebracht. Vorne steht das Positiv, das einen vorderspieligen Spieltisch hat. Dahinter ist das Hauptwerk in einem separaten Gehäuse aufgestellt, das 1,20 Meter höher als Gehäuse des Positivs ist. Die geringere Höhe für das Hauptwerk ist dadurch ausgeglichen, dass die Traktur einschließlich der Wellenbretter in einem Podest zwischen den beiden Werken untergebracht ist. Auf diese Weise reicht die Höhe für die Aufstellung eines Prinzipals in Acht-Fuß-Lage aus.
Das Instrument verfügt über 17 Register, die auf zwei Manuale und Pedal verteilt sind. Vier Register im Pedal sind Transmissionen aus dem Hauptwerk. Rohrflöte 8′, Oktave 4′ und Subbass 16′ (bis auf die fünf tiefsten Pfeifen) sind ganz aus Blei, Gedackt 8′ und Fagott 16′ aus Fichte, die Flöte 4′ ist aus Eiche gefertigt. Die Pfeifen im Prospekt haben einen Zinnanteil von 82 %, die übrigen Register von 52 %.

### Disposition seit 2014
Die Disposition lautet wie folgt:
| I Hauptwerk C–g3 |            |        |
| 1.               | Principal  | 8′     |
| 2.               | Rohrflöte  | 8′     |
| 3.               | Octave     | 4′     |
| 4.               | Quinte     | 2 ⁄3′  |
| 5.               | Octave     | 2′     |
| 6.               | Terz       | 1 3⁄5′ |
| 7.               | Mixtur III | 1 ⁄3′  |
| 8.               | Trompete   | 8′     |
|                  | Tremulant  |        |

| II Positiv C–g3 |            |       |
| 9.              | Gedackt    | 8′    |
| 10.             | Praestant  | 4′    |
| 11.             | Flöte      | 4′    |
| 12.             | Octave     | 2′    |
| 13.             | Blockflöte | 2′    |
| 14.             | Quinte     | 1 ⁄3′ |
| 15.             | Dulcian    | 8′    |
|                 | Tremulant  |       |

| Pedal C–f1 |                    |     |
| 16.        | Subbass            | 16′ |
|            | Octavbaß (aus HW)  | 8′  |
|            | Hohlflöte (aus HW) | 8′  |
|            | Octave (aus HW)    | 4′  |
|            | Trompete (aus HW)  | 8′  |
| 17.        | Fagott             | 16′ |

- Koppeln: II/I, I/P, II/P
- Zimbelstern